# Cro Race
Cro Race prije Tour of Croatia međunarodno je biciklističko natjecanje kroz Hrvatsku čije se prvo izdanje održalo od 22. do 26. travnja 2015.
Financiranje ovog velikog športskog projekta, koji se uz sudjelovanje svjetskih biciklističkih ekipa održalo u šest regija u Hrvatskoj poduprijelo je vijeće Hrvatske turističke zajednice na sjednici Turističkog vijeća.

## Lista pobjednika
██ najveći broj etapnih pobjeda u utrci
| Rang     | Rang | Izdanje | Duljina [km] | Broj etapa | Broj biciklista |                      | Ukupni poredak  | Ukupni poredak | Ukupni poredak   |                      | Bodovni poredak | Bodovni poredak | Bodovni poredak | Bodovni poredak   | Bodovni poredak      |    | Brdski poredak (KoM) | Brdski poredak (KoM) | Brdski poredak (KoM)  | Brdski poredak (KoM)         | Brdski poredak (KoM) |    | Ekipni poredak | Ekipni poredak        |  | Mladi vozač (<23g.) | Mladi vozač (<23g.) | Mladi vozač (<23g.) | Mladi vozač (<23g.) |
| Rang     | Rang | Izdanje | Duljina [km] | Broj etapa | Broj biciklista | Pobjednik            | EP              | MP [min]       | Broj etapa za BP | Pobjednik            | EP              | MP              | UP              | Broj etapa za KoM | Pobjednik            | EP | MP                   | UP                   | Broj ekipa (PRO) (WT) | Pobjednik                    | Pobjednik            | EP | MP [min]       | UP                    |  |                     |                     |                     |                     |
| -------- | ---- | ------- | ------------ | ---------- | --------------- | -------------------- | --------------- | -------------- | ---------------- | -------------------- | --------------- | --------------- | --------------- | ----------------- | -------------------- | -- | -------------------- | -------------------- | --------------------- | ---------------------------- | -------------------- | -- | -------------- | --------------------- |  | ------------------- | ------------------- | ------------------- | ------------------- |
| UCI 2.1  | ET   | 2015.   | 838          | 5          |                 |                      | Maciej Paterski | 2              | + 1' 01"         |                      |                 | Maciej Paterski | 2               | + 34              | 1.                   |    |                      | Maciej Paterski      | 2                     | + 17                         | 1.                   |    | 19 (?) (3)     | CCC Sprandi Polkowice |  | Edward Ravasi       | 0                   | + 5' 26"            | 4.                  |
| UCI 2.1  | ET   | 2016.   | 1000,8       | 6          |                 | Matija Kvasina       | 0               | + 0' 24"       |                  | Giacomo Nizzolo      | 2               | + 6             | 62.             |                   | Riccardo Zoidl       | 1  | + 0                  | 10.                  | 21 (?) (0)            | Synergy Baku Cycling Project | Domen Novak          | 0  | + 1' 51"       | 6.                    |  |                     |                     |                     |                     |
| UCI 2.1  | ET   | 2017.   | 1046         | 6          |                 | Vincenzo Nibali      | 0               | + 0' 08"       |                  | Nicola Ruffoni       | 2               | + 1             | 122.            |                   | Jaime Roson Garcia   | 1  | + 20                 | 2.                   | 20 (?) (0)            | CCC Sprandi Polkowice        | Michal Schlegel      | 0  | + 0' 04"       | 7.                    |  |                     |                     |                     |                     |
| UCI 2.HC | ET   | 2018.   | 1074,5       | 6          |                 | Kanstantsín Siŭcoŭ   | 1               | + 0' 11"       |                  | Eduard Michael Grosu | 1               | + 20            | 107.            |                   | Peter Koning         | 0  | + 9                  | 77.                  | 19 (?) (3)            | Bahrain Merida               | Yevgeniy Gidich      | 0  | + 3' 40"       | 3.                    |  |                     |                     |                     |                     |
| UCI 2.HC | ET   | 2019.   | 920,5        | 6          |                 | Adam Yates           | 1               | + 0' 22"       |                  | Alexander Edmondson  | 0               | + 20            | 45.             |                   | Adam Yates           | 1  | + 2                  | 1.                   | 18 (?) (1)            | Astana Pro Team              | Vadim Pronskiy       | 0  | + 1' 38"       | 12.                   |  |                     |                     |                     |                     |
| UCI 2.HC | ET   | 2020.   |              |            |                 | Nepoznata kratica »« |                 |                |                  | Nepoznata kratica »« |                 | +               | .               |                   | Nepoznata kratica »« |    | +                    | .                    | () ()                 | Nepoznata kratica »«         | Nepoznata kratica »« |    | +              | .                     |  |                     |                     |                     |                     |
| UCI 2.HC | ET   | 2021.   |              |            |                 | Stephen Williams     | 1               | + 0' 17"       |                  | Nepoznata kratica »« |                 | +               | .               |                   | Nepoznata kratica »« |    | +                    | .                    | () ()                 | Nepoznata kratica »«         | Nepoznata kratica »« |    | +              | .                     |  |                     |                     |                     |                     |
| UCI 2.HC | ET   | 2022.   |              |            |                 | Matej Mohorič        | 0               | + 0' 1"        |                  | Nepoznata kratica »« |                 | +               | .               |                   | Nepoznata kratica »« |    | +                    | .                    | () ()                 | Nepoznata kratica »«         | Nepoznata kratica »« |    | +              | .                     |  |                     |                     |                     |                     |

## Popis etapa
| Biciklist                                                                        | Etapne Pobjede |
| -------------------------------------------------------------------------------- | -------------- |
| Sacha Modolo Giacomo Nizzolo Maciej Paterski Nicola Ruffoni Eduard Michael Grosu | 2              |

Najviše etapnih pobjeda u utrci, ali bez ukupne pobjede: 2 Giacomo Nizzolo ('16.), Nicola Ruffoni i Sacha Modolo ('17.), Olav Kooij ('21.), Jonathan Milan i 	Jonas Vingegaard ('22.).

### 2015.
| Etapa | Datum       | Start-cilj etape   | Duljina | Tip etape | Pobjednik       |
| ----- | ----------- | ------------------ | ------- | --------- | --------------- |
| 1.    | 22. travnja | Makarska – Split   | 160 km  |           | Grega Bole      |
| 2.    | 23. travnja | Šibenik – Zadar    | 180 km  |           | Marko Kump      |
| 3.    | 24. travnja | NP Plitvice – Učka | 228 km  |           | Maciej Paterski |
| 4.    | 25. travnja | Pula – Umag        | 152 km  |           | Dimitri Claeys  |
| 5.    | 26. travnja | Varaždin – Zagreb  | 118 km  |           | Maciej Paterski |

### 2016.
| Etapa | Datum       | Start-cilj etape              | Duljina  | Tip etape | Pobjednik          |
| ----- | ----------- | ----------------------------- | -------- | --------- | ------------------ |
| 1.    | 19. travnja | Osijek – Varaždin             | 231,1 km |           | Giacomo Nizzolo    |
| 2.    | 20. travnja | NP Plitvice – Split           | 240 km   |           | Mark Cavendish     |
| 3.    | 21. travnja | Makarska – Šibenik            | 189,8 km |           | Giacomo Nizzolo    |
| 4.    | 22. travnja | Crikvenica – Učka             | 122,1 km |           | Riccardo Zoidl     |
| 5.    | 23. travnja | Poreč – Umag                  | 40,3 km  |           | Tinkoff (TTT)      |
| 6.    | 24. travnja | Sveti Martin na Muri – Zagreb | 177,5 km |           | Sondre Holst Enger |

### 2017.
| Etapa | Datum       | Start-cilj etape              | Duljina | Tip etape | Pobjednik          |
| ----- | ----------- | ----------------------------- | ------- | --------- | ------------------ |
| 1.    | 18. travnja | Osijek – Koprivnica           | 227 km  |           | Sacha Modolo       |
| 2.    | 19. travnja | Trogir – Sveti Jure (Biokovo) | 123 km  |           | Kristijan Đurasek  |
| 3.    | 20. travnja | Imotski – Zadar               | 237 km  |           | Nicola Ruffoni     |
| 4.    | 21. travnja | Crikvenica – Umag             | 171 km  |           | Nicola Ruffoni     |
| 5.    | 22. travnja | Poreč – Učka(Poklon)          | 141 km  |           | Jaime Garcia Roson |
| 6.    | 23. travnja | Samobor – Zagreb              | 147 km  |           | Sacha Modolo       |

### 2018.
| Etapa | Datum       | Start-cilj etape                                       | Duljina  | Tip etape | Pobjednik            |
| ----- | ----------- | ------------------------------------------------------ | -------- | --------- | -------------------- |
| 1.    | 17. travnja | Osijek – Koprivnica                                    | 227 km   |           | Niccolo Bonifazio    |
| 2.    | 18. travnja | Karlovac – Zadar                                       | 234,5 km |           | Eduard Michael Grosu |
| 3.    | 19. travnja | Trogir – Makarska rivijera – Biokovo (Sveti Jure)      | 134 km   |           | Kanstancin Suitsou   |
| 4.    | 20. travnja | Starigrad(NP Paklenica) – Novi Vinodolski – Crikvenica | 171 km   |           | Alessandro Tonelli   |
| 5.    | 21. travnja | Rabac – Rijeka – Učka (Poklon)                         | 156,5 km |           | Manuele Boaro        |
| 6.    | 22. travnja | Samobor – Zagreb                                       | 151,5 km |           | Paolo Simion         |

### 2019.
| Etapa | Datum      | Start-cilj etape       | Duljina | Tip etape | Pobjednik            |
| ----- | ---------- | ---------------------- | ------- | --------- | -------------------- |
| 1.    | 1.listopad | Osijek – Lipik         | 210 km  |           | Marko Kump           |
| 2.    | 2.listopad | Slunj – Zadar          | 186 km  |           | Eduard Michael Grosu |
| 3.    | 3.listopad | Okrug – Makarska       | 63,5 km |           | Yevgeniy Gidich      |
| 4.    | 4.listopad | Starigrad – Crikvenica | 159 km  |           | Dušan Rajović        |
| 5.    | 5.listopad | Rabac – Platak         | 142 km  |           | Adam Yates           |
| 6.    | 6.listopad | Sveta Nedelja – Zagreb | 160 km  |           | Alessandro Fedeli    |

## Povijest

### Preteča utrke
Biciklistička utrka Kroz Hrvatsku Vukovar – Dubrovnik

### Tour of Croatia

#### 2015.
Sudjelovalo je dvadesetak profesionalnih momčadi, od čega osam momčadi s World Toura. Šestodnevni događaj prenosili su HRT i Eurosport. Natjecalo se oko 160 natjecatelja, s oko 140 ljudi u pratnji, 200 ljudi u organizaciji karavana, šest šlepera s opremom, motorkotači, helikopter i zrakoplov i drugo. Uz utrku se organiziralo niz kulturnih i zabavnih događanja. Turistička važnost projekta je u tome što se njime proširuje sezona i dokazano vrlo učinkovito promiče državu i krajeve kroz koje prolazi. Polovinu troškova činit će financiranje prijenosa uživo na Eurosportu.
Po međunarodnoj klasifikaciji utrka je svrstana u UCI Europe Tour 2015. Planirano je 5 etapa u ukupnoj duljini od gotovo 900 km duž Jadranske obale i unutrašnjosti Hrvatske.
U utrci je sudjelovati 20 svjetskih profesionalnih biciklističkih ekipa s 160 natjecatelja.
Timovi
- Verandas Wilems Cycling Team
- Team Rusvelo
- ActiveJet Team
- Adria Mobil
- Area Zero
- CCC Sprandi Polkowice
- Cycling Academy Team
- GM Cycling Team
- Join-S De Rijke
- LKT Team Brandenburg
- Meridiana Kamen Team
- MG.Kvis Vega
- Team Ecuador
- Team Felbermayr Simplon Wels
- Team Frøy Bianchi
- Team Idea
- Team Novo Nordisk

#### 2016.
Drugo izdanje biciklističke utrke Tour of Croatia započelo je 19. travnja u Osijeku gdje je startala prva etapa koja će nakon 235 kilometara završiti u Varaždinu.
Utrka nakon šest etapa tijekom kojih će natjecatelji prijeći oko 1000 kilometara, završava 24. travnja na Trgu svetog Marka u Zagrebu.
Godine 2016. povećan je broj etapa s pet na šest, ali i momčadi, jer je u Hrvatsku došlo pet sastava s WorldTour licencijom, dok prošle godine nije nastupila niti jedna ekipa iz najvišeg ranga.
Najtrofejniji hrvatski vozač koji se pojavio na startu bio je 37-godišnji veteran Radoslav Rogina, koji nastupa za slovensku momčad Adria Mobil. Uz njega, od hrvatskih vozača nastupio je i Matija Kvasina i Josip Rumac, koji ove sezone nastupaju za azerbajdžanski sastav Synergy Baku Cycling Project, Bruno Maltar kao član slovenske Radenske, dok su u sastavu Meridiane Kamen iz Pazina bili Emanuel Kišerlovski, Mateo Franković i Paolo Rigo.
Talijan Giacomo Nizzolo (Trek) pobjednik je prve etape drugog izdanja biciklističke utrke Tour of Croatia vožene od Osijeka do Varaždina u dužini od 235 kilometara 19. travnja. On je u završnom sprintu u centru Varaždina bio brži od najvećeg favorita za uspjeh u ovoj etapi, Britanca Marka Cavendisha (Dimension Data), dok je treće mjesto zauzeo Belgijanac Timothy Dupont (Veranda's Willems).
Britanac Mark Cavendish (Dimension Data) u drugoj je etapi ovogodišnje biciklističke utrke Tour of Croatia vožene od Plitvica do Splita u dužini od 240 kilometara 20. travnja osvojio prvo mjesto ispred Talijana Giacoma Nizzola (Trek). Ciljem je treći prošao Australac Mark Renshaw.
Giacomo Nizzolo (Trek) drugom je etapnom pobjedom potvrdio kako je sprinter u najboljoj formi na ovogodišnjoj biciklističkoj utrci Tour of Croatia, a nakon slavlja u utorak u Varaždinu, Talijan je prvi prošao ciljem i u trećoj etapi voženoj 21. travnja od Makarske do Šibenika u dužini od 190 kilometara.
Drugo mjesto zauzeo je Belgijac Timothy Dupont (Veranda's Willmes) koji je bio treći u prvoj etapi, a treći je ciljem prošao Taijan Matteo Pelucchi (IAM Cycling).
Hrvatski biciklist Matija Kvasina (Synergy Baku Cycling Project) drugi je stigao na cilj četvrte, 'kraljevske' etape utrke Tour of Croatia vožene 22. travnja, koja je cilj imala na Učki, a tim je rezultatom preuzeo vodstvo u ukupnom redoslijedu dvije etape prije završetka.
Pobjednik etape koja je start imala u Crikvenici bio je Austrijanac Riccardo Zoidl (Trek) koji se za nešto više od tri sata popeo na Učku, s 28 sekundi prednosti pred Kvasinom i Španjolcem Victorom de la Parteom (CCC). Peti je na cilj stigao drugi hrvatski biciklist Radoslav Rogina, član slovenske momčadi Adria Mobil.
Uoči posljednje etape hrvatski biciklist Matija Kvasina (Synergy Baku) nadomak je ukupne pobjede na drugom izdanju utrke Tour of Croatia nakon što je u petoj etapi voženoj 23. travnja obranio poziciju vodećeg. Kvasina ima 32 sekunde prednosti u odnosu na prve pratitelje, Danca Jespera Hansena (Tinkoff) i Španjolca Victora De la Partea (CCC).
Matija Kvasina uoči pete etape, 40,3 kilometara dugačkog momčadskog kronometra voženog od Poreča do Umaga, bio je vodeći u ukupnom redoslijedu nakon odlične vožnje u četvrtoj etapi koja je završila na vrhu uspona na Učku.
Hrvatski biciklist Matija Kvasina (Synergy Baku) pobjednik je drugog izdanja utrke kroz Hrvatsku nakon što je u zadnjoj, šestoj etapi, s ciljem u Zagrebu obranio poziciju vodećeg koju je preuzeo nakon uspona na Učku.
Kvasina je u 178 kilometara dugačkoj zadnjoj etapi od Svetog Martina na Muri do Zagreba s ciljem na Trgu svetog Marka, koja je pripala Norvežaninu Sondreu Holstu Engeru (IAM Cycling), sačuvao prednost od 24 sekunde ispred drugog Danca Jespera Hansena (Tinkoff), dok je trećeplasirani Španjolac Victor De la Parte (CCC) zaostao 32 sekunde.
Biciklisti su u prethodih šest dana prešli 1000 kilometara kroz Hrvatsku s etapnim ciljevima u Varaždinu, Splitu, Šibeniku, na Učki, Umagu i Zagrebu. 

## Unutarnje poveznice
- Hrvatski biciklistički savez

## Vanjske poveznice
- https://www.crorace.com/
- Vladimir Miholjević: Tour of Croatia gledat će 100 milijuna ljudi Razgovarao Pero Smolćić, Slobodna Dalmacija, 12. siječnja 2015.
- Tour of Croatia. UCI-jev biciklistički kalendar 2015., velovire.com